# Nesim Amsellek
Nesim Amsellek (8 febbraio 1999) è un mezzofondista italiano.

## Biografia
Nato nelle Eolie da genitori di origine marocchina, è cresciuto a Urago d’Oglio, in provincia di Brescia. Inizia a praticare atletica leggera dapprima sotto la guida di Giancarlo Ferrari, poi nel 2016 di Francesco Fattori all'Atletica Chiari, dunque di Antonio Rinaldi con i colori del Cs San Rocchino. 
Nel 2018 è campione italiano juniores nei 5000. Dall’inizio del 2021 è passato sotto la guida del tecnico Johny Goyanes, arrivando a migliorare il proprio personale nei 1500 fino a 3:38.28. Sulla scia di questi miglioramenti, ha vinto il tricolore promesse nella specialità ed è stato convocato agli Europei Under-23 di Tallin, accedendo alla finale. 
Nel 2022 è diventato per la prima volta campione italiano assoluto sulla distanza dei 1500 metri indoor.
Il 26 giugno 2022, in seguito ad un controllo antidoping in competizione effettuato dopo la vittoria del titolo italiano dei 1500m, è risultato positivo all'Eritropoietina, una sostanza presente nella lista delle sostanze proibite della WADA. Per tale motivo è stato squalificato per tre anni e i risultati ottenuti da quel giorno cancellati.

## Palmarès
| Anno | Manifestazione   | Sede     | Evento         | Risultato | Prestazione | Note |
| ---- | ---------------- | -------- | -------------- | --------- | ----------- | ---- |
| 2018 | Europei di cross | Tilburg  | Corsa juniores | 77º       | 19'52"      |      |
| 2018 | Europei di cross | Tilburg  | A squadre      |           |             |      |
| 2021 | Europei Under-23 | Tallinn  | 1500 m piani   | 6º        | 3'40"94     |      |
| 2022 | Mondiali indoor  | Belgrado | 1500 m piani   | Batteria  | 3'55"51     |      |

## Campionati nazionali[2]
2018
- Oro ai campionati italiani juniores, 5000 m piani - 14'57"44
- 11º nella finale 2 dei campionati italiani juniores, 1500 m piani - 4'08"95
- 7º ai campionati italiani juniores indoor, 1500 m piani - 4'11"78
- 5º ai campionati italiani juniores indoor, 800 m piani - 1'59"43

2019
- 10º ai campionati italiani assoluti, 1500 m piani - 3'56"87
- 8º ai campionati italiani assoluti, 800 m piani - 1'54"39
- 9º nella finale 2 dei campionati italiani promesse, 1500 m piani - 4'01"19

2020
- 4º ai campionati italiani assoluti indoor, 1500 m piani - 3'57"11
- Argento ai campionati italiani promesse indoor, 1500 m piani - 3'53"31

2021
- Oro ai campionati italiani promesse, 1500 m piani - 3'44"17

2022
- Bronzo ai campionati italiani assoluti, 1500 m piani - 3'45"78
- Oro ai campionati italiani assoluti indoor, 1500 m piani - 3'39"87